# Acacia taylori
Acacia taylori är en ärtväxtart som beskrevs av John Patrick Micklethwait Brenan och Arthur Wallis Exell. Acacia taylori ingår i släktet akacior, och familjen ärtväxter. Inga underarter finns listade i Catalogue of Life.